# Gerard Greene
Gerard Eamonn Greene (Chatham, 12 de noviembre de 1973) es un jugador de snooker norirlandés.

## Biografía
Aunque juega bajo la nacioanlidad norirlandesa, nació en la localidad inglesa de Chatham en 1973. Es jugador profesional de snooker desde 1993, aunque se cayó del circuito profesional en 2016 y hubo de recuperar la plaza. No se ha proclamado campeón de ningún torneo de ranking, y su mayor logro hasta la fecha llegó en la Players Tour Championship Grand Final de 2014, en la que fue subcampeón al perder (0-4) en la final ante Barry Hawkins. Tampoco ha logrado hilar ninguna tacada máxima, y la más alta de su carrera está en 144.